# جون د. ماكنزي
جون د. ماكنزي هو سياسي كندي، ولد في 1 ديسمبر 1889 في جيلبي في الولايات المتحدة، وتوفي في 28 أبريل 1952 في باربادوس. حزبياً، نشط في الحزب الليبرالي في نوفا سكوشا ‏. وقد انتخب عضو مجلس نواب نوفا سكوتيا.